# Omiamima mollina
Omiamima mollina är en skalbaggsart som först beskrevs av Karl Henrik Boheman 1834.  Omiamima mollina ingår i släktet Omias, och familjen vivlar. Det är osäkert om arten förekommer i Sverige.